# Український самостійник
«Український самостійник» — політично-інформативний тижневик, виходив у Мюнхені 1950—1957, спершу як півофіціоз Закордонних Частин ОУН (Степана Бандери) за редакцією Констянтина Кононенка, Степана Ленкавського, Дмитра Штикала, 3енона Пеленського, Євгена Штендери. Після розламу в ЗЧ ОУН (лютий 1954) часопис перебрала фракція ОУН за кордоном (ред. Зенон Пеленський, Богдан Кордюк і Лев Ребет), а ЗЧ ОУН почали видавати свій тижневик «Шлях перемоги».
У вересні 1957 «Український самостійник» перетворився на місячник цієї назви і виходив як суспільно-політичний журнал. Між роками 1957—1975, півофіціоз ОУН за кордоном; з 1975 у збільшеному об'ємі як квартальник.
Головними редакторами між роками 1957—1958: Лев Ребет, Василь Маркусь; з 1959 — редагує колегія: Богдан Кордюк (фактичний редактор), Василь Маркусь й Анатоль Камінський.
«Український самостійник» відстоював позиції демократичного націоналізму, був форумом обговорення різних суспільних, політичних, культурних і церковних питань: зокрема багато уваги присвячував проблематиці УССР, діаспорі, національним меншостям та взаєминам українців і сусідів. Вийшло 212 чисел.
Від січня 1976 «Український самостійник» формально об'єднався з журналом «Сучасність».